# Uña de Quintana
Uña de Quintana és un municipi de la província de Zamora, a la comunitat autònoma de Castella i Lleó.

## Demografia
| 1991 | 1996 | 2001 | 2004 |
| ---- | ---- | ---- | ---- |
| 286  | 238  | 235  | 219  |